# Dorcadion inspersum
Dorcadion inspersum är en skalbaggsart som beskrevs av Holzschuh 1982. Dorcadion inspersum ingår i släktet Dorcadion och familjen långhorningar. Inga underarter finns listade i Catalogue of Life.